# 陶苗发
陶苗发，中华人民共和国政治人物、外交官。
1993年，接替顾懋萱，担任中华人民共和国驻阿尔巴尼亚大使。1996年，由马维茂接任，其改任中华人民共和国驻斯洛伐克大使。1999年，任中华人民共和国驻保加利亚大使。

## 荣誉
外国勋章奖章
- 二级白色双十字勋章（斯洛伐克，1999年颁发）
- 一级老山勋章（保加利亚，2002年11月29日于索菲亚总统府颁发[2]）